# Frans Aerenhouts

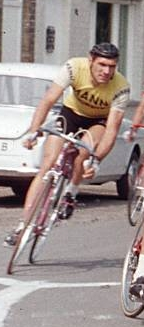
Frans Aerenhouts 1967

Frans Aerenhouts (* 4. Juli 1937 in Wilrijk, jetzt Antwerpen; † 30. Januar 2022 ebenda) war ein belgischer Radrennfahrer.
Aerenhouts war Profi von 1958 bis 1967. 1957 konnte er als Unabhängiger die Berlin-Rundfahrt für sich entscheiden. Neben vielen Siegen bei sogenannten Kirmesrennen in Belgien ragen in seiner Karriere aber die Siege 1960 und 1961 beim Rennen Gent–Wevelgem, bei denen er Asse wie Frans De Mulder, Raymond Impanis, Yvo Molenaers, Joseph Planckaert u. a. auf die weiteren Plätze verweisen konnte, heraus.
Aerenhouts starb Ende Januar 2022 im Alter von 84 Jahren in einem Krankenhaus im Antwerpener Stadtteil Wilrijk.